# Dichromodes uniformis
Dichromodes uniformis là một loài bướm đêm trong họ Geometridae.